# Острув (Мишковський повіт)
Острув (пол. Ostrów) — село в Польщі, у гміні Жарки Мишковського повіту Сілезького воєводства.
Населення — 266 осіб (2011).
У 1975-1998 роках село належало до Ченстоховського воєводства.

## Демографія
Демографічна структура станом на 31 березня 2011 року:
|          | Загалом | Допрацездатний вік | Працездатний вік | Постпрацездатний вік |
| -------- | ------- | ------------------ | ---------------- | -------------------- |
| Чоловіки | 127     | 28                 | 91               | 8                    |
| Жінки    | 139     | 23                 | 74               | 42                   |
| Разом    | 266     | 51                 | 165              | 50                   |